# Віголо
Віголо, Віґоло (італ. Vigolo) — муніципалітет в Італії, у регіоні Ломбардія, провінція Бергамо.
Віголо розташоване на відстані близько 470 км на північний захід від Рима, 70 км на північний схід від Мілана, 27 км на схід від Бергамо.
Населення — 592 особи (2014).
Щорічний фестиваль відбувається 15 серпня. Покровителька — Богородиця Небовзята.

## Демографія
Населення за роками:

Станом на 1 січня 2023 року в муніципалітеті офіційно проживали 44 іноземці з 15 країн, серед них 1 громадянин країн Євросоюзу.

## Сусідні муніципалітети
- Адрара-Сан-Мартіно
- Адрара-Сан-Рокко
- Фонтено
- Парцаніка
- Предоре
- Тавернола-Бергамаска
- В'яданіка